# Anto Grgić
Anto Grgić, né le 28 novembre 1996 à Schlieren, est un footballeur suisse d'origine croate qui évolue au poste de milieu défensif au FC Lugano

## Biographie
Après une saison au sein de la première équipe du FC Zürich, il signe le 13 juillet 2016 en faveur du VfB Stuttgart où il y passe un peu plus d'une saison mais n'ayant que très peu de temps de jeu, Il fera même des apparitions avec la réserve du club.
En janvier 2018, il est prêté au FC Sion jusqu'à la fin de la saison 2018/19. En mai 2019, il signe alors en Valais pour trois ans. En juillet 2022, à la suite de la relégation sur le banc du capitaine, Kevin Fickentscher, il assumera le rôle de capitaine. Il connaît, le 7 juin 2023, la relégation du FC SIon en Challenge League à la suite des deux défaites lors du barrages SL/CHL, l'aller perdu 2-0 et le retour défaite 4-2 contre le Stade Lausanne-Ouchy. Quelques jours plus tard (juin 2023), après 180 apparitions sous le maillot sédunois, le club valaisan annonce son départ,.
Fin juin 2023, il évoluera dorénavant dans un autre club de Super League : le FC Lugano où il a signé un contrat de quatre ans,.

## Palmarès

### En club
- Coupe de Suisse
  - Vainqueur en 2016 avec le FC Zurich

VfB Stuttgart :
- Champion de 2. Bundesliga en 2017